# Proscinetes
Proscinetes è un genere di pesci ossei estinto, appartenente ai picnodontiformi. Visse nel Giurassico superiore (circa 160 - 145 milioni di anni fa) e i suoi resti fossili sono stati ritrovati in Europa.

## Descrizione
Questo pesce, come molti suoi simili quali Pycnodus, possedeva un corpo quasi discoidale, alto e appiattito lateralmente. Solitamente non superava i 30 centimetri di lunghezza. Era caratterizzato da una piccola bocca rivolta all'ingiù, con forti denti tondeggianti. Erano presenti tre file di denti vomerini, con otto o nove denti sulla fila di denti vomerini principale.
La pinna caudale non era biforcuta ma possedeva un margine posteriore fortemente concavo. Altre caratteristiche includevano due grandi raggi branchiostegi in contatto, gli arcocentri emali e neurali corrispondenti che non circondavano la notocorda (eccetto in poche vertebre caudali), le pinne dorsali e anali falcate o acuminate, la presenza di un assone dorsale libero, la presenza di 30/46 assonosti anali, due urodermici, 16-19 scaglie del margine dorsale e due scaglie cloacali modificate anteriori più tre posteriori.

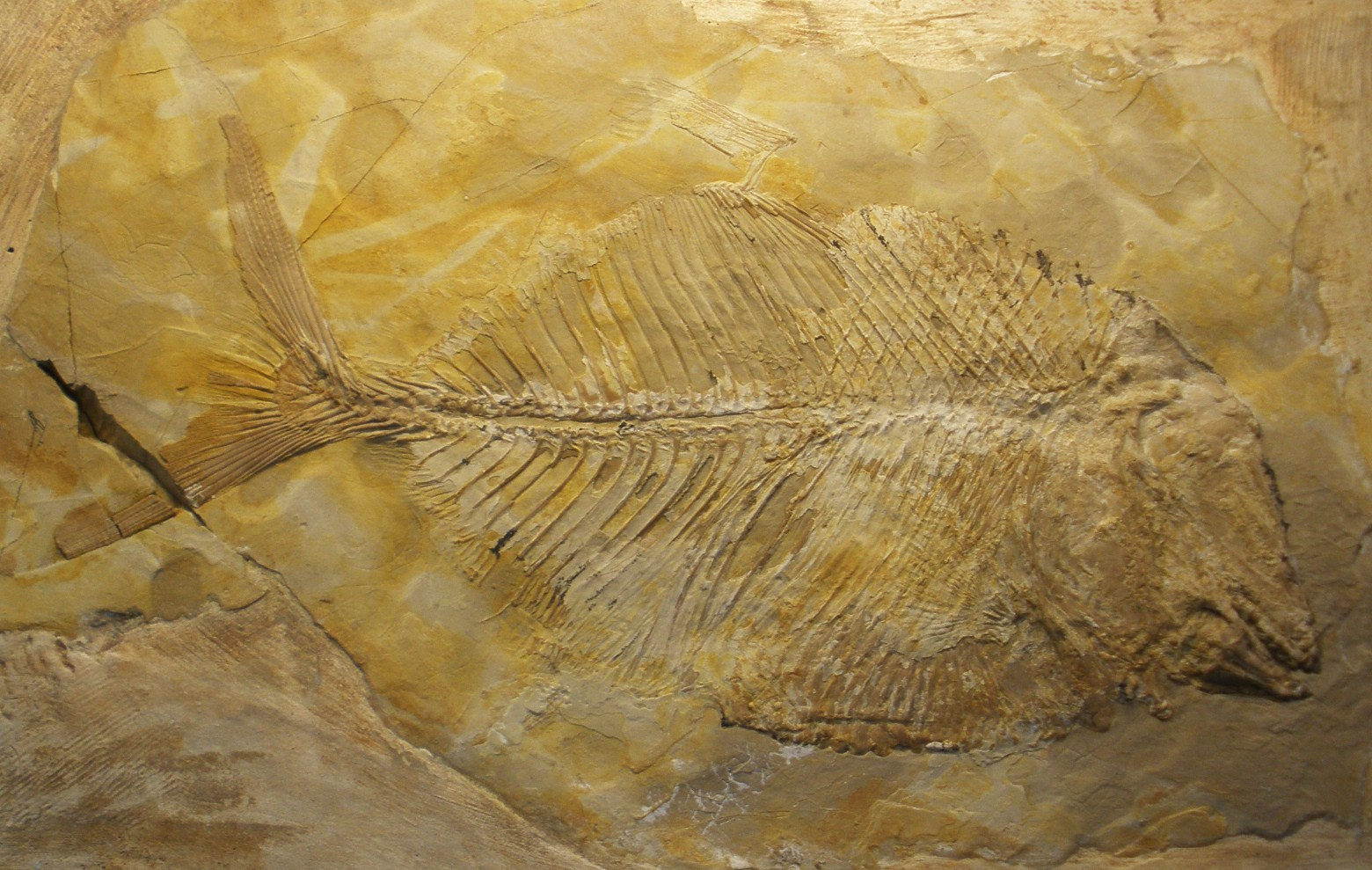
Fossile di Proscinetes bernardi

## Classificazione
Proscinetes è un tipico picnodontiforme, un gruppo di pesci attinotterigi forse vicini all'origine dei teleostei, generalmente dotati di corpi appiattiti lateralmente e di denti bulbosi e robusti. In particolare, Proscinetes era un picnodonte derivato, appartenente alla famiglia Pycnodontidae e alla sottofamiglia Proscinetinae, comprendente anche l'affine ma successivo Neoproscinetes.
Il genere Proscinetes venne istituito da Gistel nel 1848, per accogliere la specie precedentemente descritta nel 1833 da Louis Agassiz come Microdon elegans. Oltre alla specie tipo Proscinetes elegans, tipica dei giacimenti della Germania meridionale (come Solnhofen ed Eichstatt) e della Francia (Cerin), sono note anche altre specie: P. bernardi (anch'essa della Germania meridionale e di Cerin), P. itieri (esclusiva del giacimento di Cerin) e P. radiatus (dell'Inghilterra meridionale). Queste specie differivano per dettagli della forma del corpo, del numero dei raggi delle pinne e degli assonosti e della forma della pinna caudale.